# Driving Navigator by ADVAN
『Driving Navigator by ADVAN』（ドライビング・ナビゲーター・バイ・アドバン）は、エフエム東京 (TOKYO FM) ほか一部JFN系列局で放送されていたラジオ番組である。JFNキー局のTOKYO FMでは2002年7月6日から2006年12月30日まで放送。
HARRYがパーソナリティを務めていた番組で、ゲストとのトークと音楽を中心とする内容で放送。ゲストには、主にレーシングドライバーやモータージャーナリストといった自動車レース産業に携わる人物を招いていた。パーソナリティのHARRY自身も番組の企画により、2004年に行われたレースと2005年に行われたカーイベントに参戦している。
横浜ゴムの一社提供で、同社製造タイヤとアルミホイールのブランド・ADVANをタイトルに冠していた。2002年7月の放送開始以前には、同じ時間帯に『ADVAN サウンド・コックピット』というADVANの名を冠した番組が放送されていた。こちらは1980年から22年にわたって放送されていた長寿番組で、土屋圭市がパーソナリティを務めていた頃には『アドバン ・サウンド・コックピット〜土屋圭市のレーシング・ダイヤリー』と題して放送されていた。その後の土屋と横浜ゴムのドライバー契約終了に合わせて同番組も終了し、替わって本番組がスタートした。
番組の終了後、替わって横浜ゴムがヨコハマタイヤ名義で提供する音楽番組『Sound Cruising with YOKOHAMA TIRE』がスタートした。

## ネット局・放送時間
放送時間は日本標準時。
| 放送対象地域 | 放送局                     | 系列    | 放送時間                              | 備考                        |
| ------------ | -------------------------- | ------- | ------------------------------------- | --------------------------- |
| 東京都       | エフエム東京 (TOKYO FM)    | JFN系列 | 土曜 18:00 - 18:30                    |                             |
| 北海道       | エフエム北海道 (AIR-G')    | JFN系列 | 土曜 19:00 - 19:30                    |                             |
| 宮城県       | エフエム仙台 (Date fm)     | JFN系列 | 土曜 12:30 - 13:00                    |                             |
| 福島県       | エフエム福島（ふくしまfm） | JFN系列 | 土曜 18:00 - 18:30                    |                             |
| 静岡県       | 静岡エフエム放送 (K-MIX)   | JFN系列 | 土曜 19:30 - 20:00                    |                             |
| 愛知県       | エフエム愛知 (FM AICHI)    | JFN系列 | 土曜 12:30 - 13:00                    |                             |
| 大阪府       | エフエム大阪 (fm osaka)    | JFN系列 | 金曜 20:00 - 20:30 土曜 20:30 - 21:00 | 2006年4月に放送時間を変更。 |
| 広島県       | 広島エフエム放送 (HFM)     | JFN系列 | 金曜 16:00 - 16:30                    |                             |
| 福岡県       | エフエム福岡 (FM FUKUOKA)  | JFN系列 | 土曜 19:30 - 20:00                    |                             |